# Al-Haszan al-Jámí
Al-Haszan al-Jámí (arabul: الحسن اليامي; Hafdzsí, 1972. augusztus 21. –) szaúd-arábiai válogatott labdarúgó.

## Pályafutása

### Klubcsapatban
1994 és 1996 között a Nadzsrán csapatában játszott. 1996 és 2005 között az El-Áttihád játékosa volt, melynek tagjaként 2004-ben és 2005-ben megnyerte az AFC-bajnokok ligáját és öt bajnoki címet szerzett. 2005 és 2012 között a Nadzsrán együttesében szerepelt. 

### A válogatottban
2002 és 2005 között 21 alkalommal játszott a szaúd-arábiai válogatottban és 5 gólt szerzett. Részt vett a 2002-es világbajnokságon.

## Sikerei, díjai
El-Ittihád
- Szaúd-arábiai bajnok (5): 1996–97, 1998–99, 1999–00, 2000–01, 2002–03
- AFC-bajnokok ligája győztes (2): 2004, 2005
- Kupagyőztesek Ázsia-kupája győztes (1): 1998–99